# Hofadel
De hofadel is een groep families binnen de adelstand die het recht heeft om functies binnen het hof van een vorst te bekleden. In Frankrijk waren in de jaren voor de Franse Revolutie, het zogenaamde "ancien régime" families uit de oeradel met uitzonderingen van anderen gerechtigd om de koning te dienen in de hoogste functies. Volgens de strenge etiquette hadden zij rechten, het binnengaan van bepaalde vertrekken, het aannemen van functies en gouverneurschappen, die anderen niet bezaten.
De term wordt ook gebruikt om de adel aan het hof te onderscheiden van de landadel die op het eigen kasteel bleef wonen. De term hofadel wordt ook pejoratief gebruikt, in de snerende zin van "saletjonker", een edelman die in mooie kleren in vergulde salons rondhangt.
De hofadel was in werkelijkheid niet verweekt, ook zij hadden in oorlogstijd militaire functies.